# Corydoras semiaquilus

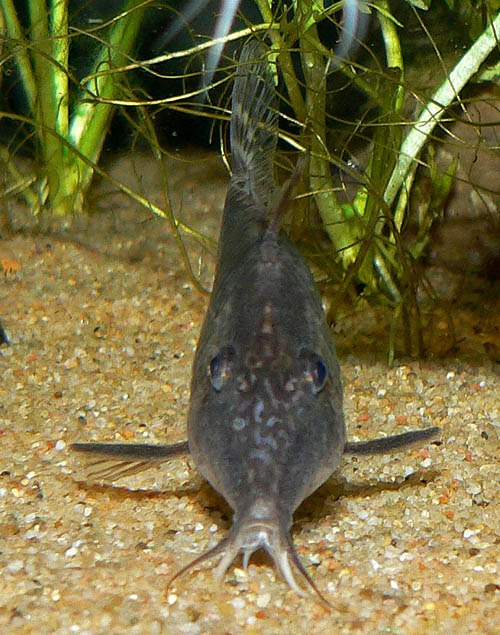
Corydoras semiaquilus

Corydoras semiaquilus ist ein Panzerwels der Gattung Corydoras. Sein deutscher Name nach Fishbase ist Flügelpanzerwels, jedoch ist dieser eher unbekannt. Er erreicht eine maximale Standardlänge von 6 Zentimeter. Der Artzusatz semiaquilus kommt vom lateinischen semi für „halb“ und aquilus für „dunkel gefärbt“ und bezieht sich auf die dunkle Färbung der oberen Knochenplattenreihe.

## Merkmale
Weitzman beschrieb die Art als relativ gestreckt mit langer Schnauze. Neben den seitlichen Knochenplattenreihen sind Brust- und Bauchregion mit dachziegelartig überlappenden Knochenplatten besetzt. In der Rückenflosse (Dorsale) zählte er 1 Stachelstrahl und 7 Weichstrahlen, der letzte Weichstrahl ist bis zur Basis geteilt. Der Stachelstrahl ist viel dünner und kürzer als der der Brustflossen (Pectorale), in der er 11 Weichstrahlen zählte.
Corydoras semiaquilus weist eine der unverwechselbarsten Musterungen auf: Die Grundfarbe ist grau-silbrig, darauf dunkles Grau bis Schwarz, an mehreren Stellen oliv- bis blau-glänzend, die Seitenlinie ist mit blauen Stellen geschmückt. Wie alle Corydoras-Arten ist er ein Darmatmer, der in regelmäßigen Abständen zur Wasseroberfläche schwimmt, um dort mit dem Maul atmosphärische Luft aufzunehmen.

## Ökologie

### Vorkommen
Corydoras semiaquilus lebt in Flüssen und Bächen des tropischen Südamerika im westlichen Amazonasbecken und im Rio Solimões Einzugsgebiet einschließlich Brasilien und Peru. Der Holotypus stammt aus dem Rio Preto in Igarapé (Minas Gerais). Harald Schultz der die Art sammelte, beschrieb den Fundort als „einen kleinen Dschungelbach im Quellgebiet der Schwarzwasserbäche, die in den oberen Solimões münden. Diese kleinen und schmalen Bäche haben kristallklares Wasser und sandigen Boden, bedeckt mit Kieselsteinen, Blättern und zerfallenden Blättern“. 

### Fortpflanzung
In der freien Wildbahn vollziehen die Panzerwelse nach der Regenzeit, wenn sich das Wasser wieder erwärmt hat, ihr arttypisches Paarungsverhalten, nach der Regenzeit befinden sich sehr viele Schwebstoffe und somit Beutetierchen im Wasser. Die Tiere vollziehen ein spezielles Paarungsverhalten, bei dem das Männchen das Weibchen verfolgt und teilweise umkreist oder auch zuckt.
Das Weibchen sucht – vom Männchen bedrängt – zum Ablaichen gut geeignete Stellen wie geschützte Steine, Pflanzen und Blätter. Nachdem das Weibchen wenige Eier in einer aus dem Bauchflossen gebildeten Tasche abgelegt hat, werden diese in der sogenannten T-Stellung vom Männchen befruchtet. Anschließend heftet das Weibchen die befruchteten Eier an eine geeignete Stelle, während es von dem Männchen meist schon wieder bedrängt wird. Dieser Zyklus wiederholt sich, bis der Eivorrat des Weibchens erschöpft ist. Bei großen Weibchen können es 100 oder mehr Eier sein.

### Ernährung
Corydoras semiaquilus ist allesfressend (omnivor) und ernährt sich, indem er am Boden und in Bodennähe nach Algen, Detritus, Kleintieren und Pflanzenteilen sucht.

## Aquaristik
Die Tiere sind Schwarmfische und sollten bei Aquarienhaltung in Gruppen von mindestens acht Tieren gepflegt werden. Es sollte darauf geachtet werden, dass keine zu großen oder räuberischen Fische hinzugesetzt werden. Corydoras semiaquilus ist sehr friedlich und kann mit kleineren Fischen oder Garnelen problemlos vergesellschaftet werden. Wichtig ist ein weicher, nicht scharfkantiger Bodengrund (Sand ist optimal), da sich die Tiere sonst die Barteln verletzen können. Gefüttert wird Lebendfutter, Frostfutter und Trockenfutter.
Die Laichbereitschaft wird durch die Simulation einer Regenzeit (starke, abrupte Teilwasserwechsel) eingeleitet. Zur erfolgreichen Zucht werden ein weibliches und zwei bis drei männliche Exemplare benötigt. Die Eier werden von dem Weibchen an großen Blättern, Steinen oder einfach an die Aquarienscheiben geklebt. Die Weibchen zeichnen sich durch ihre Fülligkeit und durch die runden Bauchflossen, statt der spitzen Bauchflossen der Männchen aus. Die Eier sollten von den Alttieren nach kurzer Zeit getrennt werden. Die Larven, welche bei 26 bis 28 °C gehalten werden sollten, sind sehr klein und nahezu durchsichtig. Zwei bis drei Tage nach dem Schlüpfen, wenn der Dottersack aufgebraucht ist, können die Larven mit frisch geschlüpften Artemia gefüttert werden. Später kann feinstes Flockenfutter aus Algen und Mischfutter gegeben werden.